# Arsenio Morales
Arsenio Morales, aussi connu comme Morales I, né à Madrid le 6 décembre 1889 et mort à Sabadell le 7 novembre 1967, est un footballeur espagnol des années 1910.

## Biographie
Arsenio commence à jouer au Moncloa FC au poste de milieu de terrain gauche.
Arsenio parvient en finale de la Coupe d'Espagne à deux reprises avec le Club Español de Madrid en 1909 et 1910. Avec ce club, il remporte le championnat régional de Madrid.
Avec la Gimnástica de Madrid, il gagne un deuxième championnat régional de Madrid.
En février 1912, il est recruté par le FC Barcelone. Il est recruté par le RCD Espanyol pour la saison 1912-1913 mais au terme de la saison il retourne au Barça où il reste jusqu'en 1915. Il joue un total de 74 matches avec Barcelone et marque 32 buts. En 1912, il remporte la Coupe d'Espagne et la Coupe des Pyrénées.
Il finit sa carrière au CE Sabadell en 1916.
Arsenio Morales joue plusieurs matches avec la sélection catalane dont un match face à la France à Paris en 1912.
Il devient arbitre après sa carrière de joueur.
Arsenio Morales est le frère de Rafael Morales (Morales II), également footballeur du FC Barcelone.

## Palmarès
Avec le FC Barcelone :
- Vainqueur de la Coupe d'Espagne en 1912
- Vainqueur de la Coupe des Pyrénées en 1912